# 真珠蜑螺
真珠蜑螺（学名：Neritopsis radula）是一個海螺的物種，屬於一種真珠蜑螺科真珠蜑螺屬的海洋腹足綱軟體動物。真珠蜑螺科舊屬原始腹足目，今屬蜑形類。

## 分佈
本物種分佈於印度洋-太平洋海域的下列地域：
- 印度尼西亚[1]
- 西太平洋
  - 中国大陆[1]
  - 台湾[1]
- 印度洋
  - 阿尔达布拉环礁[2]
  - 马斯克林群岛海盆[2]
  - 馬達加斯加[2]
  - 毛里求斯[2]
  - 紅海[2]

## 棲息地
常栖息在浅海珊瑚礁、岩石底、浅海。